# Robertsbridge

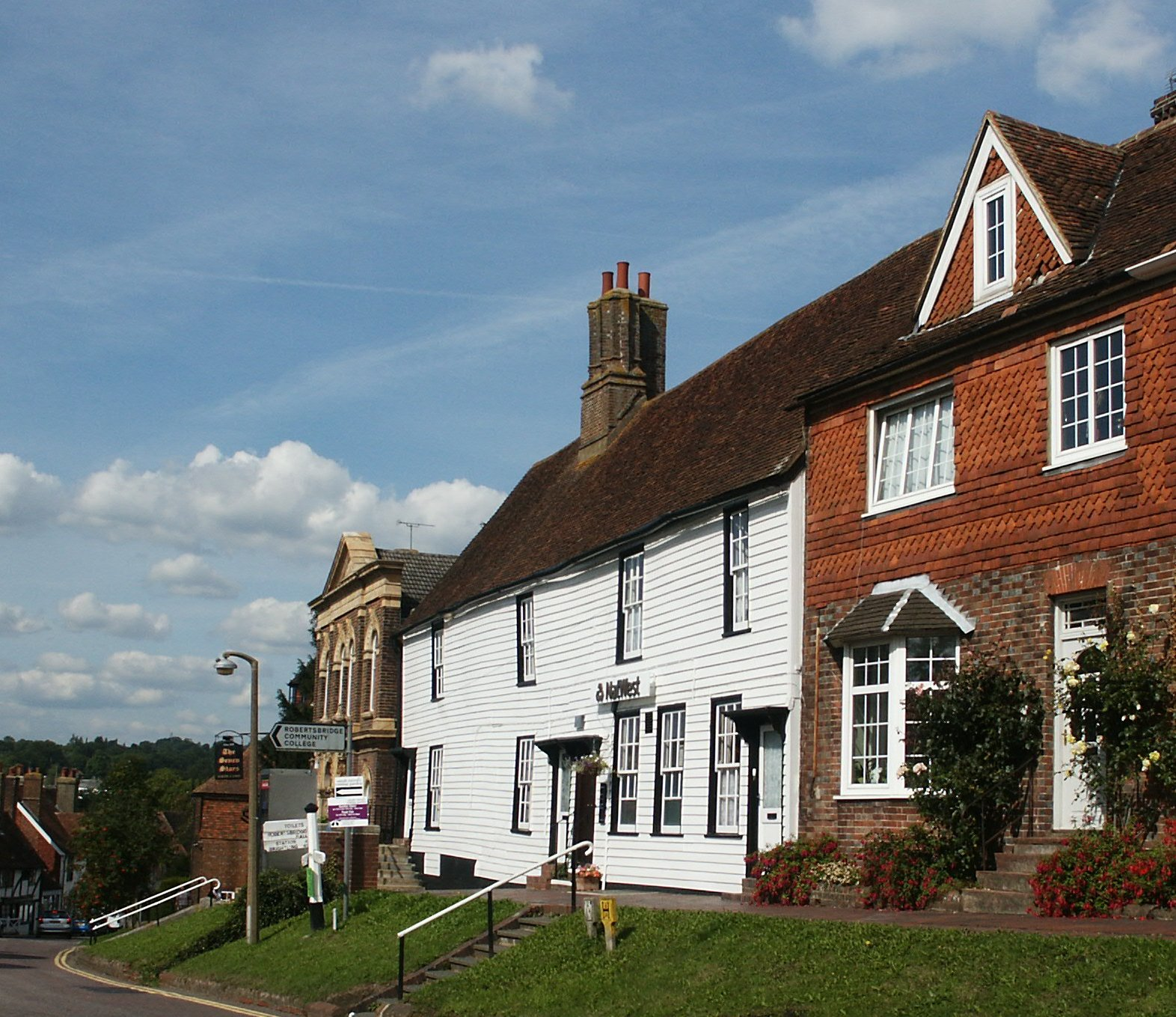
High Street in Robertsbridge (2005)

Robertsbridge ist ein Dorf als Teil der Verbandsgemeinde von Salehurst and Robertsbridge (Civil Parish) im Distrikt Rother in der Grafschaft East Sussex im Südosten Englands. Der Ort liegt am River Rother, der zum Ärmelkanal führt. Mit der französischen Gemeinde Saint-Brice-Courcelles besteht eine Gemeindepartnerschaft.

## Verkehrsanbindung
Die Gemeinde liegt abseits der Ortsumgehungsstraße, d. h. der Hauptverkehrsstraße A21. Die A21 ist eine Zubringerstraße zur Londoner Ringautobahn M25.
Die Bahnstation Robertsbridge befindet sich an der von Tonbridge zum Meer führenden Hastings Line. Von Robertsbridge bestehen regelmäßige Direktverbindungen  nach London (London Bridge, Charing Cross, Cannon Street / City) und direkt nach Hastings an der Südküste.

## Historische Bauten
- Bodiam Castle, eine guterhaltene Burgruine aus dem 14. Jahrhundert
- Robertsbridge Abbey, ehemalige Zisterziensermönchsabtei

## Sonstiges
In Robertsbridge hatte der Automobilhersteller Steve Smith seinen Sitz.
Bei Robertsbridge verläuft die Museumsbahn Rother Valley Railway (nahe Robertsbridge Bahnhof).